# Publiczna egzekucja więźniów Pawiaka w Warszawie (1942)

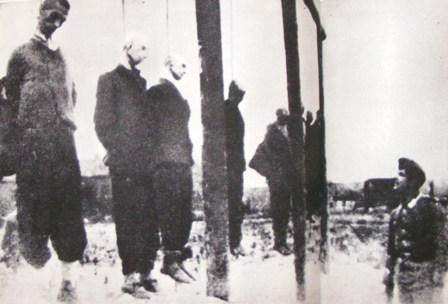
Więźniowie Pawiaka powieszeni na Pelcowiźnie

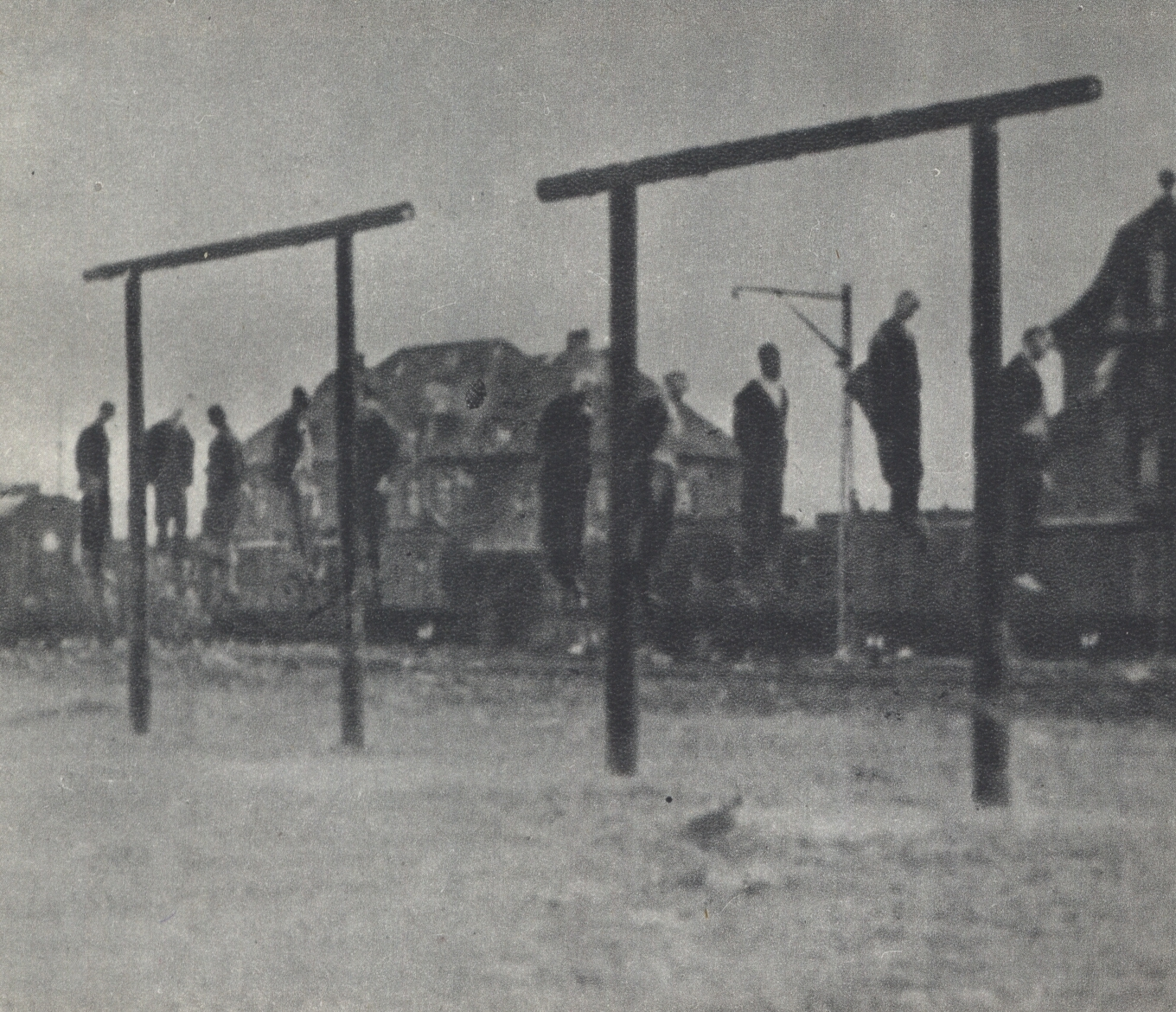
Zakładnicy powieszeni na Szczęśliwicach

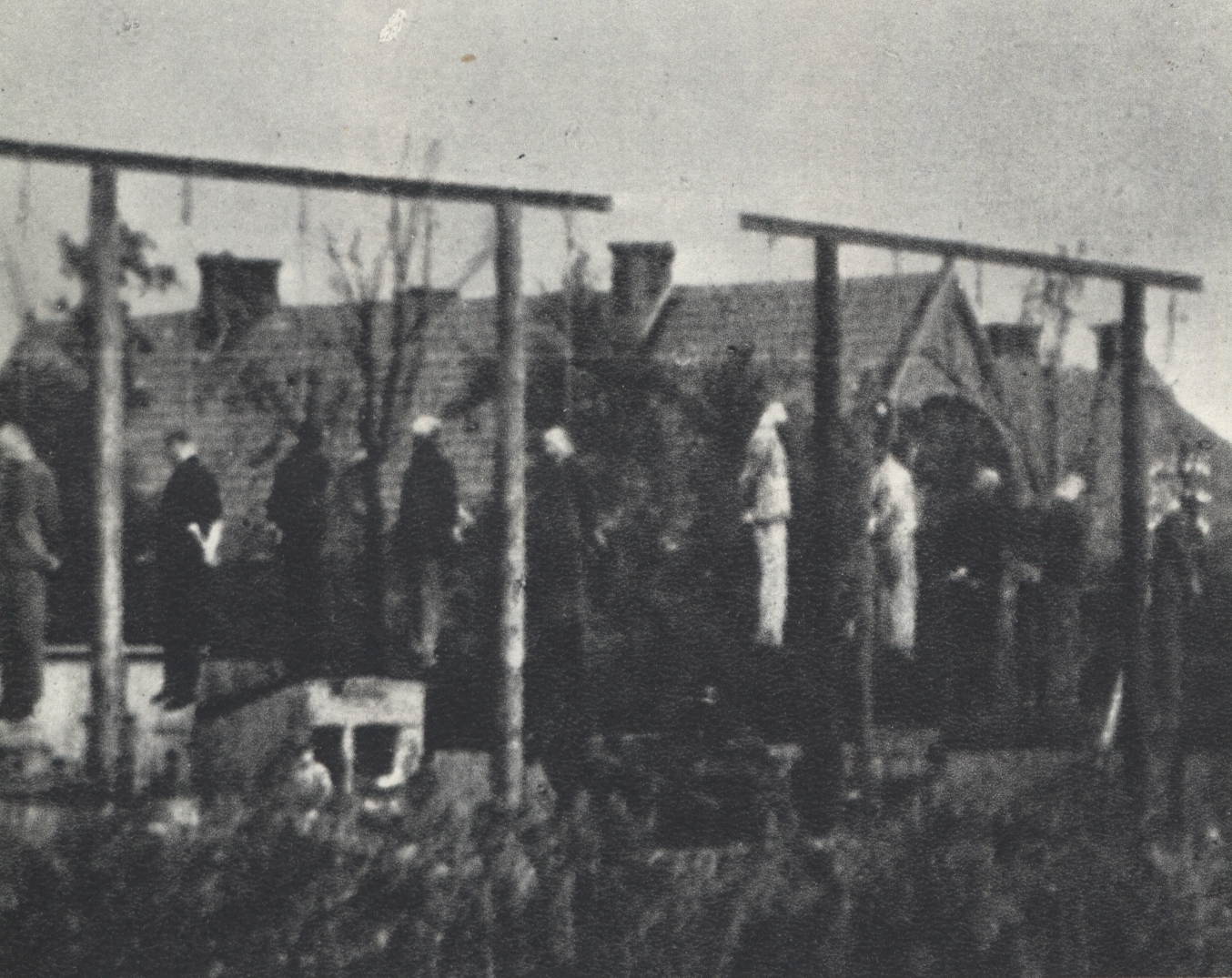
Zakładnicy powieszeni w Markach

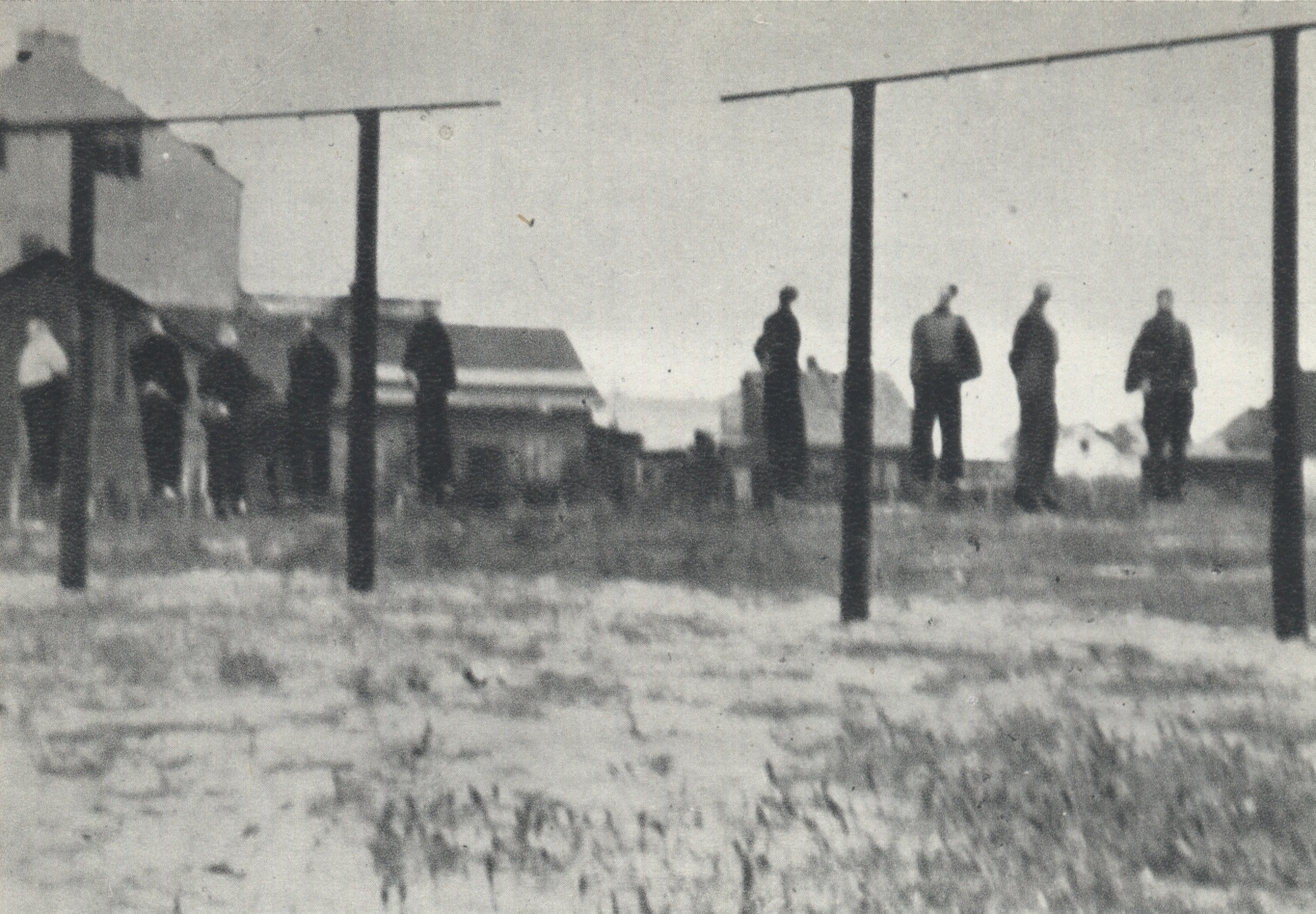
Zakładnicy powieszeni w Rembertowie

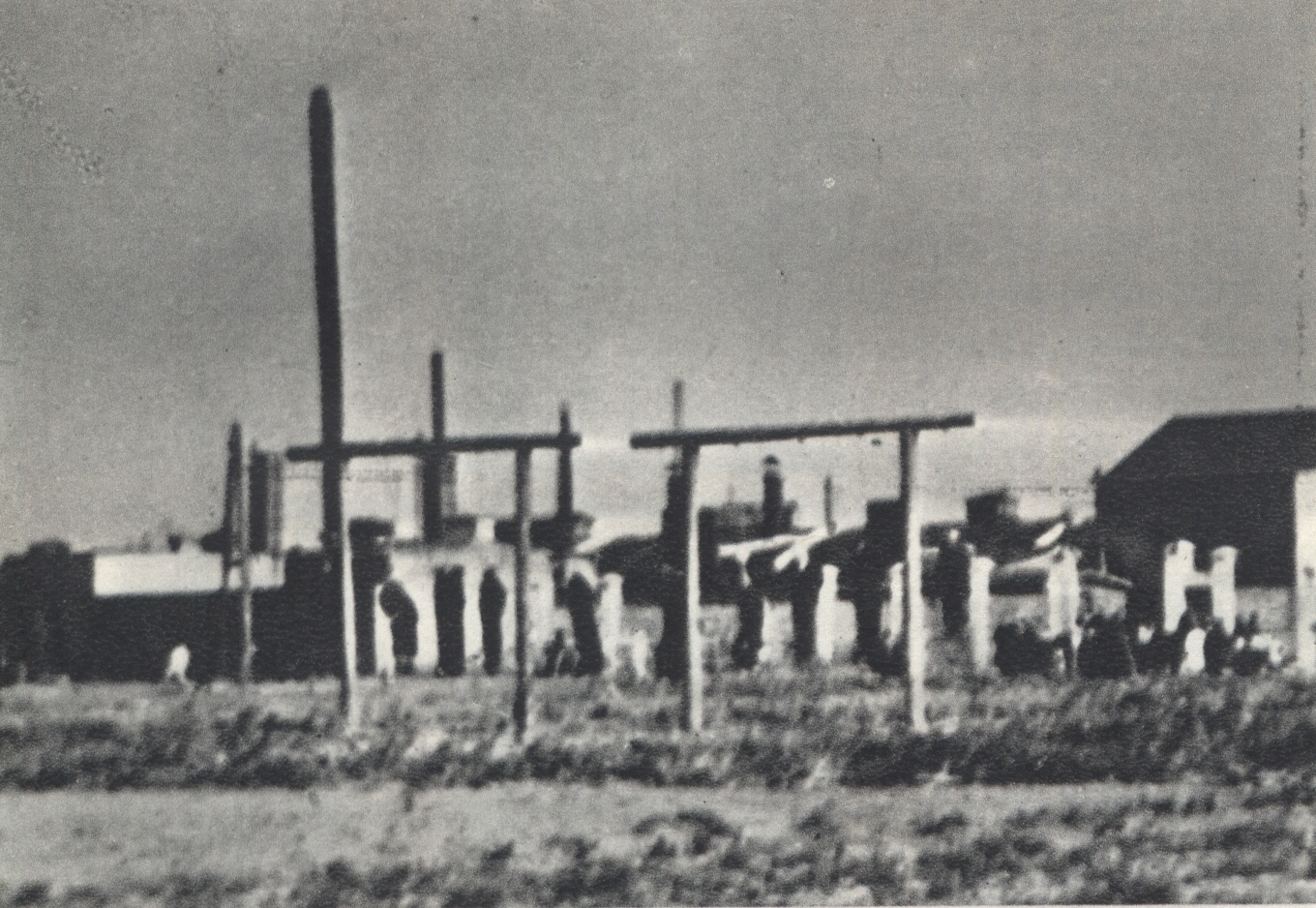
Zakładnicy powieszeni w przy ul. Mszczonowskiej na Woli

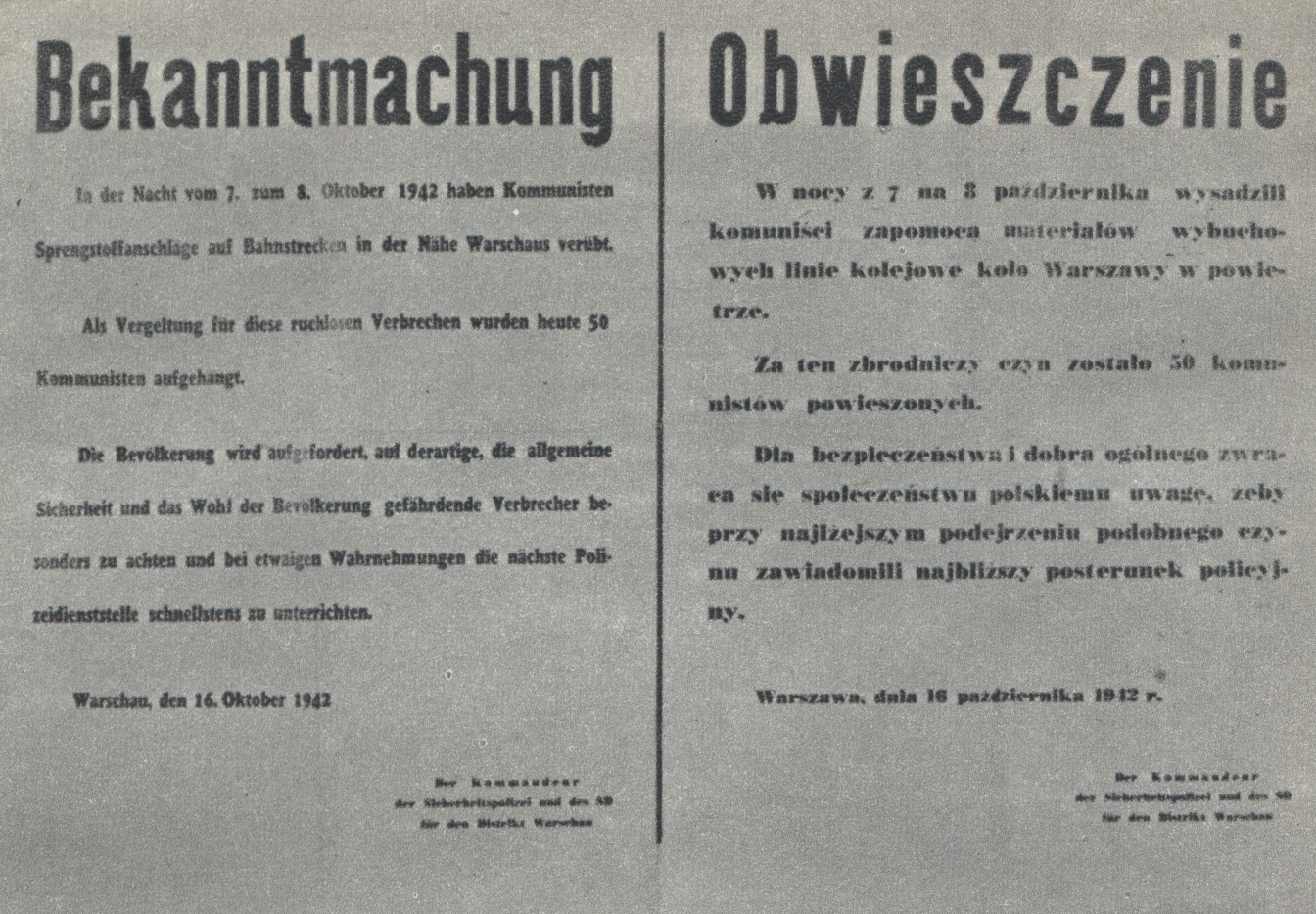
Niemieckie obwieszczenie informujące o powieszeniu „50 komunistów”

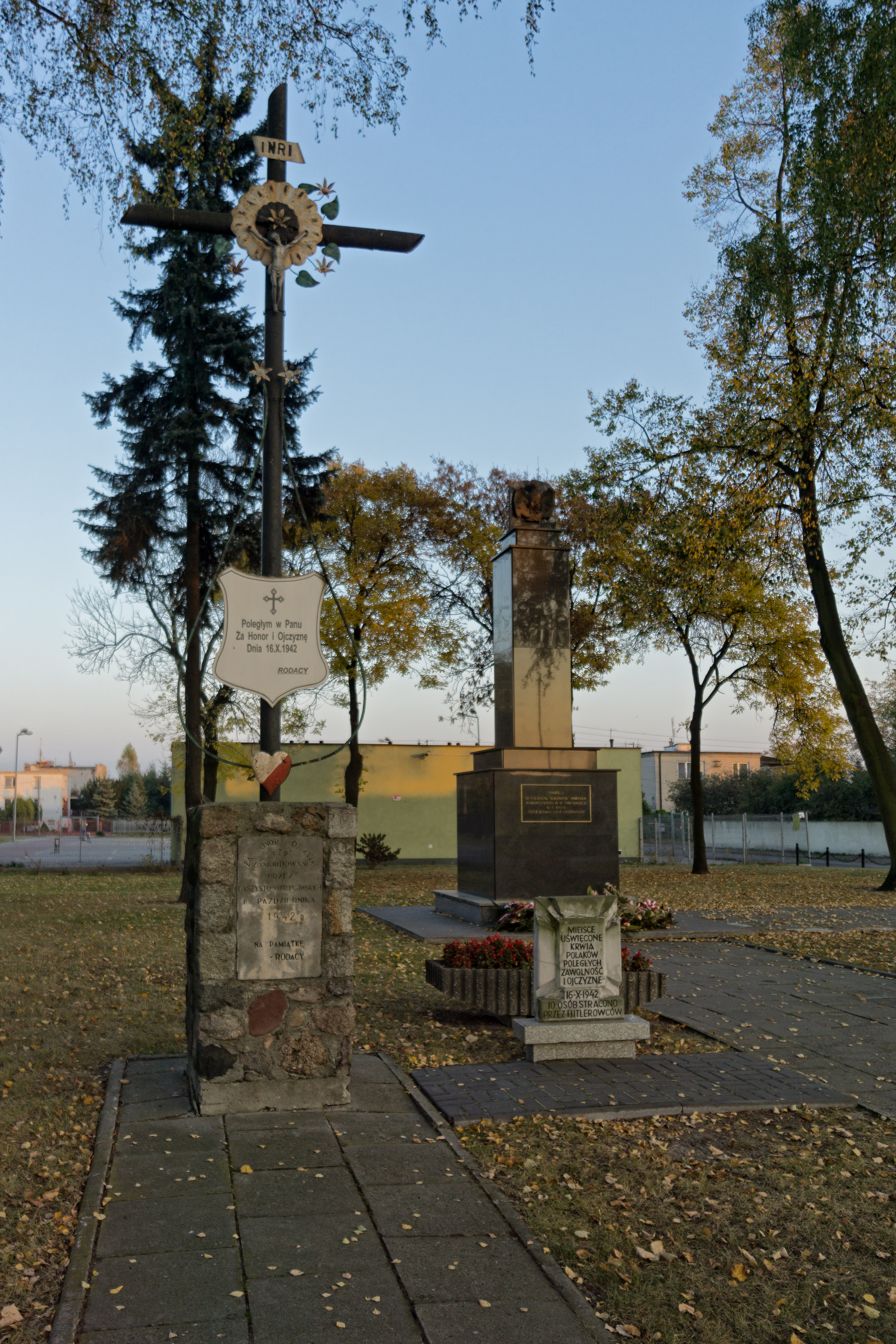
Krzyż z czasów okupacji i pomnik upamiętniający powieszonych więźniów Pawiaka w Markach

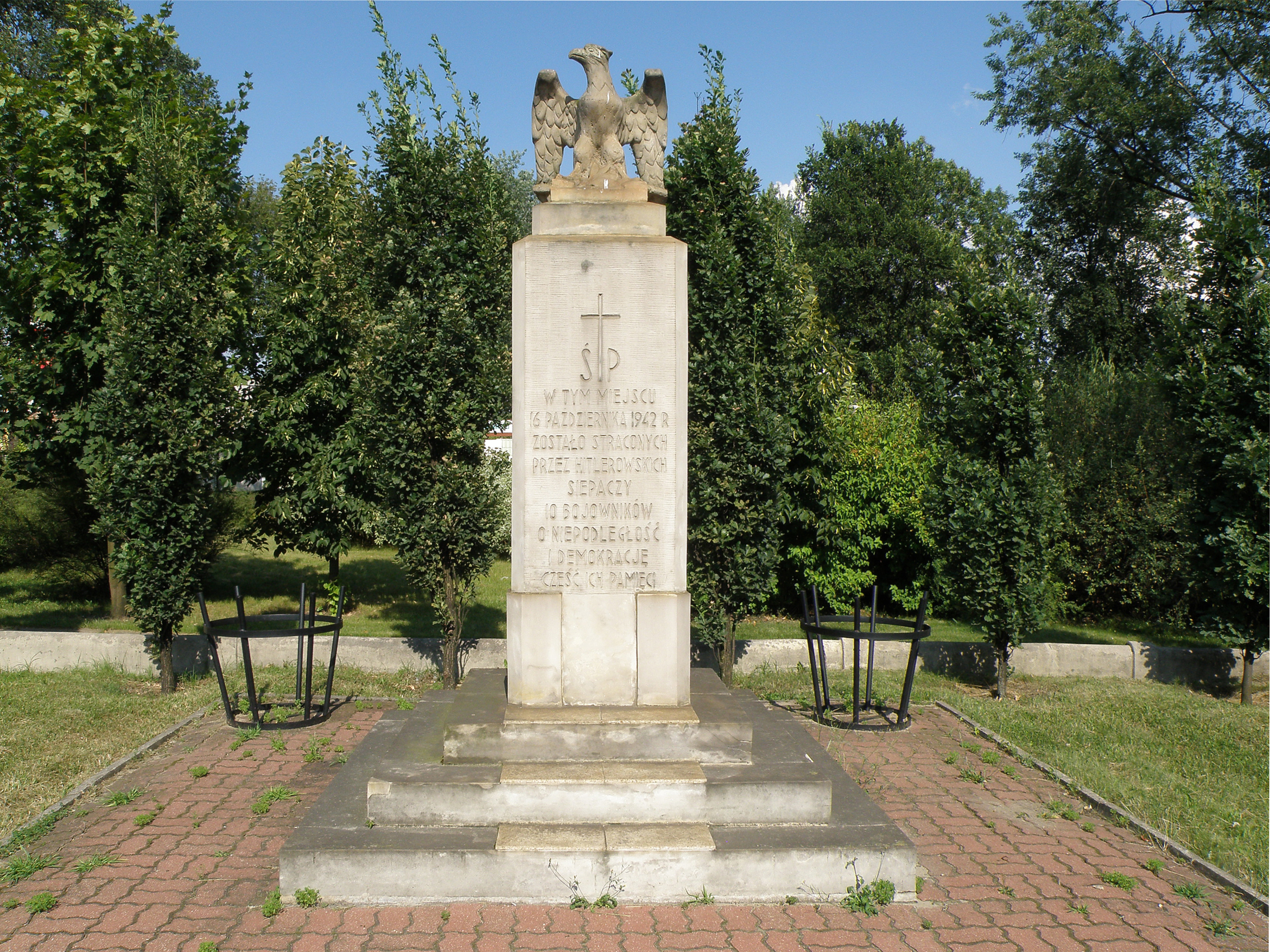
Pomnik w Rembertowie upamiętniający powieszonych więźniów Pawiaka

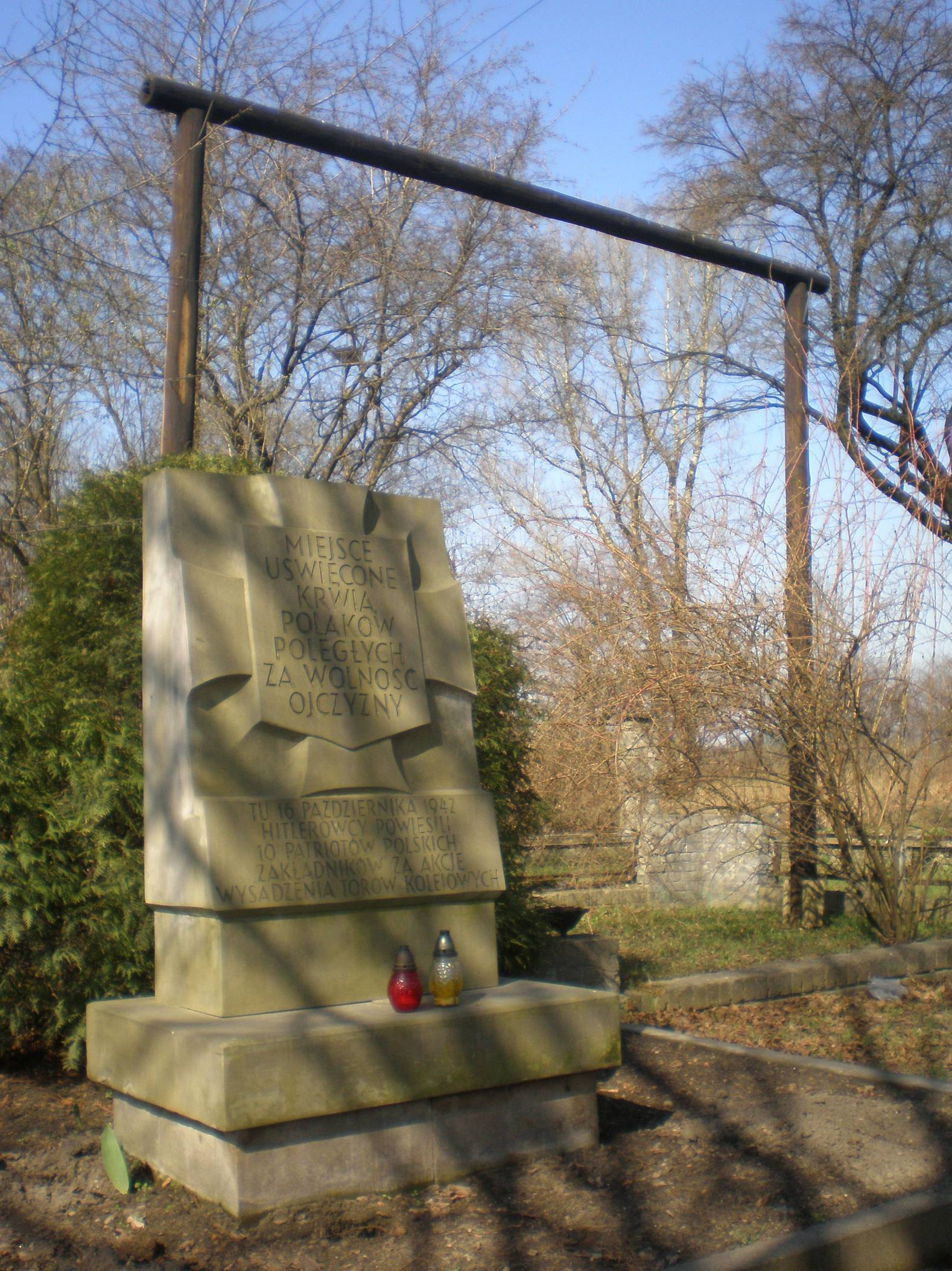
Miejsce pamięci przy ul. Mszczonowskiej. Z tyłu autentyczna szubienica z czasów okupacji

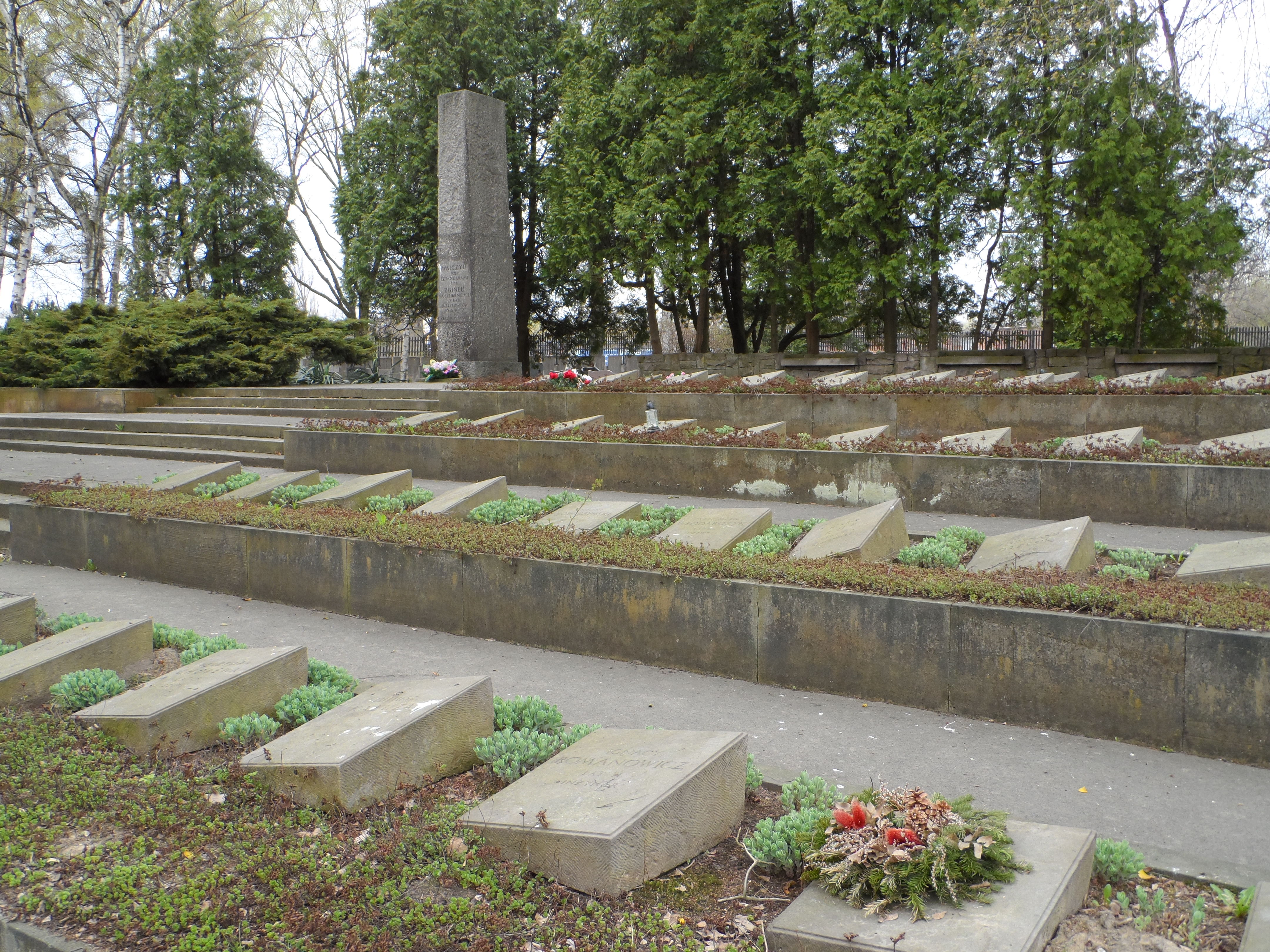
Kwatera więźniów Pawiaka. Cmentarz Wojskowy na Powązkach

Publiczna egzekucja więźniów Pawiaka w Warszawie (1942) – zbrodnia popełniona przez okupantów niemieckich w ramach represji zastosowanych po ataku żołnierzy AK na warszawski węzeł kolejowy. 16 października 1942 roku w pięciu punktach na peryferiach Warszawy zostało powieszonych 50 więźniów Pawiaka. Była to pierwsza publiczna egzekucja przeprowadzona przez Niemców w okupowanej stolicy.

## Geneza
W nocy z 7 na 8 października 1942 roku żołnierze Armii Krajowej przeprowadzili zakrojoną na szeroką skalę akcję dywersyjną, mającą na celu sparaliżowanie warszawskiego węzła kolejowego (Akcja „Wieniec”). Siedem patroli bojowych wysadziło wówczas tory kolejowe w różnych punktach wokół miasta, blokując na wiele godzin ruch pociągów towarowych i wojskowych kierowanych do Warszawy i na front wschodni. Była to pierwsza tak duża operacja bojowa AK na terenie okupowanej Polski wymierzona w niemiecki system transportowy.
Obawiając się, że okupant może zemścić się na ludności cywilnej, Armia Krajowa nie przyznała się do zorganizowania dywersji. Podjęto także działania maskujące mające przekonać Niemców, że atak na warszawski węzeł kolejowy był dziełem sowieckiej grupy dywersyjnej (przerzuconej do Polski drogą lotniczą). Powyższe starania zakończyły się jednak niepowodzeniem, gdyż władze okupacyjne postanowiły wykorzystać akty dywersji jako pretekst do wzmożenia terroru wobec ludności Warszawy. 15 października 1942 na Wydmach Łuże potajemnie rozstrzelano 39 więźniów Pawiaka. Nie był to jednak koniec represji. Celem wywarcia odpowiedniego efektu psychologicznego Niemcy postanowili bowiem przeprowadzić pierwszą w historii okupowanej Warszawy egzekucję publiczną.

## Przebieg egzekucji
Wieczorem 15 października – a więc tego samego dnia, gdy odszedł transport na Wydmy Łuże – na Pawiaku rozpoczęły się przygotowania do kolejnej egzekucji. Od godziny 19:00 wybrani więźniowie byli gromadzeni w celi nr 184 na oddziale V. Między godziną 22:00 a 24:00 wachmani z załogi Pawiaka zaczęli wywoływać po nazwisku przebywających w celi więźniów. Wskazanym osobom rozkazano wyjść na korytarz bez rzeczy osobistych, a także bez wierzchnich okryć. Doświadczeni więźniowie Pawiaka szybko zorientowali się, że formowany jest transport na kolejną egzekucję. 
50 wybranych w ten sposób skazańców zostało powieszonych o świcie następnego dnia. Z zeznań złożonych przez świadków egzekucji wynika, że pod przygotowane zawczasu szubienice (zrobione ze słupów telegraficznych) przywożono więźniów samochodami ciężarowymi. Stojącym na skrzyni transportowej skazańcom zakładano stryczki na szyje, po czym samochody odjeżdżały. W każdym z miejsc egzekucji znajdowały się po dwie szubienice. Szubienice zostały rozstawione w pięciu punktach na dalekich peryferiach Warszawy oraz w strefie podmiejskiej – wszędzie jednak w pobliżu torów kolejowych:
- obok przejazdu kolejowo-drogowego w ciągu ul. Mszczonowskiej na Woli;
- nieopodal wagonowni na Szczęśliwcach;
- przy ul. Toruńskiej (róg Wysockiego) na Pelcowiźnie;
- obok dworca kolejowego w Rembertowie;
- nieopodal torów kolejki dojazdowej w Markach.

16 października na murach Warszawy rozplakatowano także obwieszczenie podpisane przez dr Ludwiga Hahna – komendanta SD i policji bezpieczeństwa na dystrykt warszawski – w którym informowano, że w odwecie za wysadzenie torów kolejowych w pobliżu miasta zostało powieszonych „50 komunistów”.
Publiczna egzekucja wywarła wielkie wrażenie na mieszkańcach Warszawy. Pod szubienicami gromadziły się tłumy ludzi, spośród których wielu usiłowało sprawdzić, czy wśród ofiar nie znajdują się ich krewni bądź znajomi. Pod wieczór ciała skazańców zostały zabrane z szubienic. Nocą Niemcy potajemnie pogrzebali 20 straconych na boisku „Skry”, a zwłoki pozostałych na pobliskim cmentarzu żydowskim przy ul. Okopowej.

### Ofiary
Po wojnie udało się ustalić nazwiska 48 osób powieszonych w dniu 16 października 1942 roku. Nie jest pewnym kim byli dwaj ostatni skazańcy; być może byli to Tymoteusz Ossowski i Franciszek Wawrzyniak, których nazwiska błędnie umieszczono na liście osób rozstrzelanych w egzekucji na Wydmach Łuże (przekazanej przez konspiracyjną komórkę na Pawiaku). Inne źródła wskazują, że jednym z nierozpoznanych skazańców mógł być Marian Kwaśnik. Brakuje jednak jednoznacznych dowodów pozwalających ustalić tożsamość dwóch niezidentyfikowanych ofiar.
Niemcy podejrzewali, że atak na warszawski węzeł kolejowy był dziełem komunistycznego podziemia, stąd w gronie straconych znaleźli się liczni komuniści oraz działacze innych ugrupowań lewicowych. 16 października powieszono także wielu przedstawicieli warszawskiej inteligencji oraz żołnierzy Polskiego Państwa Podziemnego. Zamordowani zostali:
- Sylwester Bartosik, lat 49. Oficer pilot. Sympatyk KPP, działacz ZWW, współorganizator PPR w Warszawie, sekretarz Komitetu Dzielnicowego Warszawa-Śródmieście, współredaktor „Trybuny Wolności” i „Gwardzisty”. Aresztowany w nocy z 28 na 29 września 1942 r.[9]
- Antoni Dobiszewski, lat 47. Nauczyciel. Działacz KPP i aktywny działacz PPR. Aresztowany 27 kwietnia 1942 r.[9]
- Józef Górka, lat 54. Szewc. Członek SDKPiL, działacz KPP, działacz organizacji Młot i Sierp, współorganizator PPR w Warszawie. Aresztowany 28 września 1942 r.[9]
- Kazimierz Grodecki, lat 49. Szewc. Członek SDKPiL i działacz KPP. Współorganizator Stowarzyszenia Przyjaciół ZSRR, działacz PPR i GL. Aresztowany 28 września 1942 r.[9]
- Franciszek Ilski, lat 35. Tokarz. Członek KPP i PPR, sekretarz Komitetu Dzielnicowego PPR Warszawa-Wola. Aresztowany 28 września  1942 r.[9]
- Antoni Kacpura, lat 56. Robotnik-drzewiarz. Członek PPS, PPS-Lewicy, SDKPiL i KPP, działacz PPR i GL. Aresztowany 30 sierpnia 1942 r.[9]
- Juliusz (Julian) Kania, lat 32. Technik lotniczy. Członek KPP, działacz PPR i współorganizator GL w Warszawie, dowódca Okręgu GL Warszawa-Miasto. Aresztowany 7 października 1942 r.[9]
- Witold Kokoszko, lat 34. Tokarz. Członek PPS, w okresie okupacji członek Robotniczo-Chłopskiej Organizacji Bojowej i PPR. Komendant GL na terenie centrum Warszawy-Pragi. Aresztowany 6 października 1942 r.[10]
- Feliks Papliński, lat 34. Hutnik. Członek KZMP i działacz KPP, a następnie Grupy Inicjatywnej PPR. Pełnomocnik Komitetu Centralnego PPR na województwo kieleckie i lubelskie. Jeden z czołowych organizatorów partii i GL. Aresztowany 1 października 1942 r.[10]
- Ignacy Sandler-Romanowicz, lat 31. Inżynier-chemik. Działacz KPP, a następnie PPR i GL, kierownik centralnego laboratorium GL, oficer Sztabu Głównego GL. Aresztowany 28 września 1942 r.[10]
- Mieczysław Szawleski, lat 54, prawnik, ekonomista, były konsul RP w Nowym Jorku, poseł na Sejm RP, działacz Delegatury Rządu na Kraj. Nie związany z ruchem komunistycznym[11].
- Józef Szymański, lat 43. Tramwajarz. Członek KPP, a następnie PPR, pracownik techniki Komitetu Centralnego PPR. Aresztowany 28 września 1942 r.[11]
- Stanisław Henryk Święcicki, adwokat i działacz społeczny, były wicedziekan Warszawskiej Rady Adwokackiej, działacz Delegatury Rządu na Kraj.
- Witold Trylski, lat 30. Fizyk, asystent na Uniwersytecie Warszawskim. Członek Czerwonego Harcerstwa, OMS „Życie”, KPP, a następnie PPR, współorganizator GL w Warszawie, oficer Sztabu Głównego GL. Aresztowany 30 września 1942 r. [12]

Po upływie kilku miesięcy niektóre rodziny zamordowanych otrzymały z niemieckiej policji urzędowe zawiadomienia o śmierci swoich bliskich. Jako datę zgonu podawano w nich 16 października 1942 roku, zatajono jednakże jego przyczynę.

## Epilog
W odwecie za powieszenie 50 więźniów Pawiaka komunistyczna Gwardia Ludowa przeprowadziła zamachy bombowe na warszawskie lokale rozrywkowe posiadające status Nur für Deutsche – kawiarnię „Café Club” (róg Nowego Światu i al. Jerozolimskich) oraz restaurację przy Dworcu Głównym. Komuniści dokonali również zamachu na drukarnię „Nowego Kuriera Warszawskiego” znajdującą się w Domu Prasy przy ul. Marszałkowskiej 3/5. Armia Krajowa wykonała natomiast kolejne uderzenie na niemiecki system transportowy – tym razem jednak poza Warszawą. Ponadto podporządkowana AK Organizacja Małego Sabotażu „Wawer” zainicjowała w Warszawie akcję oblewania Niemców kwasem solnym.

## Odpowiedzialność sprawców
Odpowiedzialność za działania prowadzone w 1942 roku przez niemiecki aparat bezpieczeństwa w Warszawie – a więc również za powieszenie 50 więźniów Pawiaka – spada w pierwszym rzędzie na gubernatora dystryktu warszawskiego, Ludwiga Fischera, oraz ówczesnego Dowódcę SS i Policji w dystrykcie warszawskim, SS-Oberführera Ferdinanda von Sammern-Frankenegga. 3 marca 1947 roku Ludwig Fischer został skazany wyrokiem Najwyższego Trybunału Narodowego na karę śmierci. Wyrok wykonano. Ferdinand von Sammern-Frankenegg zginął w 1944 roku podczas potyczki z jugosłowiańskimi partyzantami.
W rzeczywistości rolę spiritus movens dla wszystkich działań terrorystycznych i eksterminacyjnych prowadzonych wobec polskiej i żydowskiej ludności Warszawy pełnił podległy im SS-Standartenführer Ludwig Hahn – komendant SD i policji bezpieczeństwa w Warszawie w latach 1941–1944. Po wojnie Hahn przez wiele lat mieszkał w Hamburgu pod swoim prawdziwym nazwiskiem. Przed sądem stanął dopiero w 1972 roku i po trwającym rok procesie skazany został na karę 12 lat pozbawienia wolności. W procesie rewizyjnym hamburski sąd przysięgłych podwyższył karę na dożywotnie pozbawienie wolności (1975). Hahn wyszedł jednak na wolność w 1983 roku i zmarł trzy lata później.

## Upamiętnienie
Prezydium Krajowej Rady Narodowej na posiedzeniu w dniu 11 października 1946 roku uchwaliło na wniosek Komitetu Warszawskiego PPR odznaczyć pośmiertnie Orderem Krzyża Grunwaldu III klasy „za zasługi położone w walce z okupantem i udział w pracach konspiracyjnych w okresie okupacji na terenie m. st. Warszawy”, 36 bojowników powieszonych w dniu 16 października 1942.
24 października 1948 roku ciała 50 więźniów Pawiaka powieszonych w dniu 16 października 1942 roku zostały ekshumowane, a następnie pochowane w osobnej kwaterze na Cmentarzu Wojskowym na Powązkach w Warszawie. W Rembertowie i Markach postawiono pomniki ku czci zamordowanych. Pamiątkowe tablice postawiono również w pobliżu miejsc straceń na Woli, Pelcowiźnie i Szcześliwicach.